# 崔澄寰
崔澄寰（1841年—1917年），字竺西，直隶盐山县崔程赵村（今山東省庆云县崔口镇前程赵村）人。清朝政治人物，同進士出身。

## 生平
同治四年（1865年）登乙丑科進士，分部學習，授戶部候補主事。光緒十年（1884年），加主事銜，改吏部主事。后擔任山西隰州直隸州知州。光緒二十七年（1901年）春，因支持义和团，革職發往極邊永不釋回。崔澄寰未待上谕到达，弃官携家逃往河南开封隐居。民国六年（1917年）病卒，葬于开封。

## 家族
七弟崔炳炎亦为进士，官至广东潮阳县知县。